# Постойна (община)
Община Постойна (словен. Občina Postojna) — одна з общин в південно-західній Словенії. Адміністративним центром є місто Постойна. Населення 15675 осіб станом на 2010.

## Населення
У 2010 році в общині проживало 15675 осіб, 7877 чоловіків і 7798 жінок. Чисельність економічно активного населення (за місцем проживання), 7008 осіб. Середня щомісячна чиста заробітна плата одного працівника (EUR), 920,36 (в середньому по Словенії 966.62). Приблизно кожен другий житель у громаді має автомобіль (53 автомобілів на 100 жителів). Середній вік жителів склав 40,9 роки (в середньому по Словенії 41.6). 